# Coupdekat
Katherine Reilly, conocida profesionalmente como Coupdekat ( /kuːpdɛkæt/), es una músico inglesa. Es conocida por cofundar Loud LDN con Maisi, pero también lanzó dos EP y apoyó a Piri & Tommy en su Froge.tour.

## Biografía

### Primeros años de vida
Reilly nació en Luton, y estudió arte y fotografía a nivel A. Comenzó a tocar la guitarra cuando tenía diez años, y comenzó a escribir cuando tenía 14; sus primeros trabajos trataron sobre el amor y el desamor. Fue miembro de varias bandas, incluida Electric Blue, que anteriormente se conocía como Sunseed, y se disolvió durante el aislamiento por la pandemia de COVID-19 en el Reino Unido. Pasó este período viviendo en Leighton Buzzard, y después de que se levantó el encierro, pasó un año en París como au pair, donde conoció a varias personas que la animaron a hacer música por su cuenta; su nombre artístico, Coupdekat ( /kuːpdɛkæt/), se inspiró en su tiempo allí.

### Carrera en solitario
El primer sencillo de Reilly, «Ur Only», fue escrito cuando aún estaba en París, y su segundo sencillo, «Love Online», una canción sobre las relaciones en línea, se lanzó en abril de 2021, y se convirtió en un finalista del Concurso Mundial de Música de Prospect 100 el mes siguiente; el mes siguiente, lanzó «Little Tescos», una canción sobre Tesco Express, el único lugar al que podía ir encerrada. Luego se mudó a Londres para asistir a la universidad y lanzó «Lost in Translation», una canción hiperpop sobre salir con un chico francés, que comenzó con muestras vocales, e hizo referencia al Traductor de Google, luchando con abreviaturas, y Brexit. El 24 de junio de 2022, lanzó Imaginary Girls, un EP que consta de seis canciones y dos interludios que incluyen «Love Online» y «Lost in Translation», que duró menos de quince minutos y medio, y se ocupó de Internet, las relaciones de bloqueo y las redes sociales.
Luego regresó a la casa de sus padres y escribió su segundo EP, *For Entertainment Purposes Only, en julio y agosto de 2022, y las canciones se produjeron después de que ella conoció a su productor en octubre, y montaron el «Coupdekat camp», donde se encerraron en su habitación durante una semana para trabajar en ello. En febrero de 2023, lanzó «Superglue», una canción de pop alternativo, sobre un niño que entraba y salía de su vida y que abordaba la codependencia y las señales de alerta, y que se inspiró en «The Reel in the Flickering Light» de Christy Moore y «Tinkerbell is Overrated» de Beabadoobee y PinkPantheress. Al mes siguiente, lanzó «Babyteef», una canción semiautobiográfica sobre crecer demasiado rápido como resultado de las redes sociales, que utilizaban la extracción prematura de los dientes temporales como metáfora, y que se inspiró en «Give Yourself a Try» de The 1975  y la película Babyteeth. Luego lanzó «It's Not You» en mayo, para el cual las voces fueron grabadas mientras saltaba en trampolín en su cama, y luego el EP en junio, que incluía «Stunt Girl». En agosto de 2023, actuó en el Festival de Leeds como parte de Climate Live.

### Loud LDN
En mayo de 2022, conoció a su colega músico Maisi para almorzar, después de descubrir a Reilly a través de TikTok; allí, hablaron sobre la soledad de ser mujer en la industria de la música y cómo a menudo eran enfrentadas entre sí. Esto llevó a la pareja a crear un chat grupal en WhatsApp, llamado Ladies Making Noise in London para las mujeres y los músicos no binarios que conocían en ese momento. Inicialmente comenzó con diez músicos, incluidas Piri y Matilda Cole, la adición de otros miembros hizo que la lista de miembros creciera a cuarenta personas, lo que los llevó a crear una página de Instagram, Loud LDN. Reilly aprovechó una entrevista de junio de 2023 para señalar que el chat tenía 120 miembros y que se había trasladado a Discord. El 4 de noviembre de 2022, apoyó a la banda de Piri, Piri & Tommy, en Komedia en la etapa de Brighton de su Froge.tour.

## Arte
Los primeros trabajos de Reilly se inspiraron en Mazzy Star y The Slits, aunque en una entrevista de febrero de 2022 con la revista Blender, citó a Beabadoobee, Lava La Rue,  Claire Laffut y Clairo, y en una entrevista de septiembre de 2023 con la revista Strand, señaló que sus «raíces originales de inspiración» eran Mazzy Star, Beabadoobee, The Smiths, Blur, The Cure, Happy Mondays y Stone Roses, y que su segundo EP se inspiró en lo que ella describió como «computer rock», un «híbrido entre música indie rock, dance y D&B» destacado en Nueva York, con «Stunt Girl» específicamente inspirada en las obras de James Ivy. También mencionó que sus primeros trabajos, incluidos «Superglue» y «Stunt Girl», los compuso con su guitarra, que luego grababa en su computadora y anotaba con la batería, y que los trabajos posteriores se iniciaron en su computadora a partir de una muestra como un tamborileo o un bucle. Además, para crear Loud LDN se inspiró en parte en Nine8 Collective, un grupo compuesto por Lava La Rue, Mac Wetha, Bone Slim, Biig Piig, Nayana Iz, Nige y LorenzoRSV.
Para *For Entertainment Purposes Only y sus sencillos, Reilly trabajó con la artista Kelly Ficcara, quien creó el personaje que aparece en su obra de arte, y Phoebe Dowling, quien filmó los videos de «Superglue» y «Babyteeth» en un VHS-C para darles una sensación de bricolaje. NME utilizó un artículo de diciembre de 2022 sobre Loud LDN para señalar que las «pegadizas canciones pop de Reilly superpuestas a ritmos de drum 'n' bass desafían la clasificación fácil de género», mientras que Neil March de Fresh on the Net describió la interpretación de Reilly como si tuviera «sombras de si Lily Allen hiciera una sesión improvisada con Alice Phoebe Lou».

## Discografía

### EPs
- Demos (2020, como parte de Sunseed)
- Shades of Blue (2021, como parte de Electric Blue)
- Imaginary Girls (2022)
- *For Entertainment Purposes Only (2023)

### Sencillos
- «U Only» (2021)
- «Love Online» (2021)
- «Little Tescos» (2021)
- «Lost in Translation» (2021)
- «F.Y.E.O.» (2022)
- «Superglue» (2023)
- «Babyteef» (2023)
- «It's Not You» (2023)
- «Babyteef pt. 2» (2023, con Kkbutterfly27 Xx)
- «.Mp3» (2023)